# Wanuri Kahiu
Wanuri Kahiu (ur. 21 czerwca 1980 w Nairobi) – kenijska reżyserka, scenarzystka i producentka filmowa.
Jej pełnometrażowy debiut fabularny, Szeptem (2009), poświęcony był konsekwencjom zamachu w Nairobi z 7 sierpnia 1998 roku. Główni bohaterowie filmu, zrealizowanego z okazji dziesiątej rocznicy tego tragicznego wydarzenia, to ofiary zamachu i ich rodziny, których życie zostało zmienione na zawsze.
Kolejna fabuła Kahiu, Rafiki (2018), miała swoją premierę w sekcji "Un Certain Regard" na 71. MFF w Cannes. Był to pierwszy film z Kenii zaprezentowany w oficjalnej selekcji tej szacownej imprezy. Ze względu na poruszany w filmie temat miłości lesbijskiej obraz został zakazany w Kenii, w której homoseksualizm pozostaje uznawany za przestępstwo.